# Maillé, Vendée

Maillé este o comună în departamentul Vendée, Franța. În 2009 avea o populație de 770 de locuitori.